# Ящеричный канюк
Ящеричный канюк (лат. Kaupifalco monogrammicus) — вид хищных птиц из семейства ястребиных.
Обитают в Африке южнее Сахары, от Эритреи до ЮАР.

## Описание
Длина тела 35-37 см, размах крыльев около 79 см. Самцы весят в среднем 246 г, самки — 304 г. Верхняя часть тела, голова и грудь серые. От других хищных птиц их отличает наличие вертикальной чёрной полоски на белом горле. Брюшко белое с тёмной окантовкой. Хвост чёрный с белым кончиком и единственной белой полосой. Цвет глаз варьируется от тёмно-красновато-коричневого до чёрного. Ноги красные или красно-оранжевые.
Рисунок полёта волнообразный, как у дрозда. Молодые птицы напоминают взрослых особей, единственные изменения — лёгкий коричневый оттенок крыльев и оранжево-жёлтые ноги.

## Биология
Сезон размножения длится с сентября по ноябрь. Птицы моногамны и образуют устойчивые пары. В строительстве компактного гнезда принимают участие и самец, и самка. В кладке от 1 до 3 белых яиц. После вылупления потомства самец кормит самку, а оба родителя — птенцов. Полностью самостоятельными последние становятся в возрасте примерно 90 дней.